# Großpostwitz/Oberlausitz
Großpostwitz/Oberlausitz (ortografia ufficiale: Großpostwitz/O.L.), in alto sorabo Budestecy, è un comune di 2.957 abitanti della Sassonia, in Germania.
Appartiene al circondario (Landkreis) di Bautzen (targa BZ) ed è parte della comunità amministrativa (Verwaltungsverband) di Großpostwitz-Obergurig.